# Stretto di Šelichov

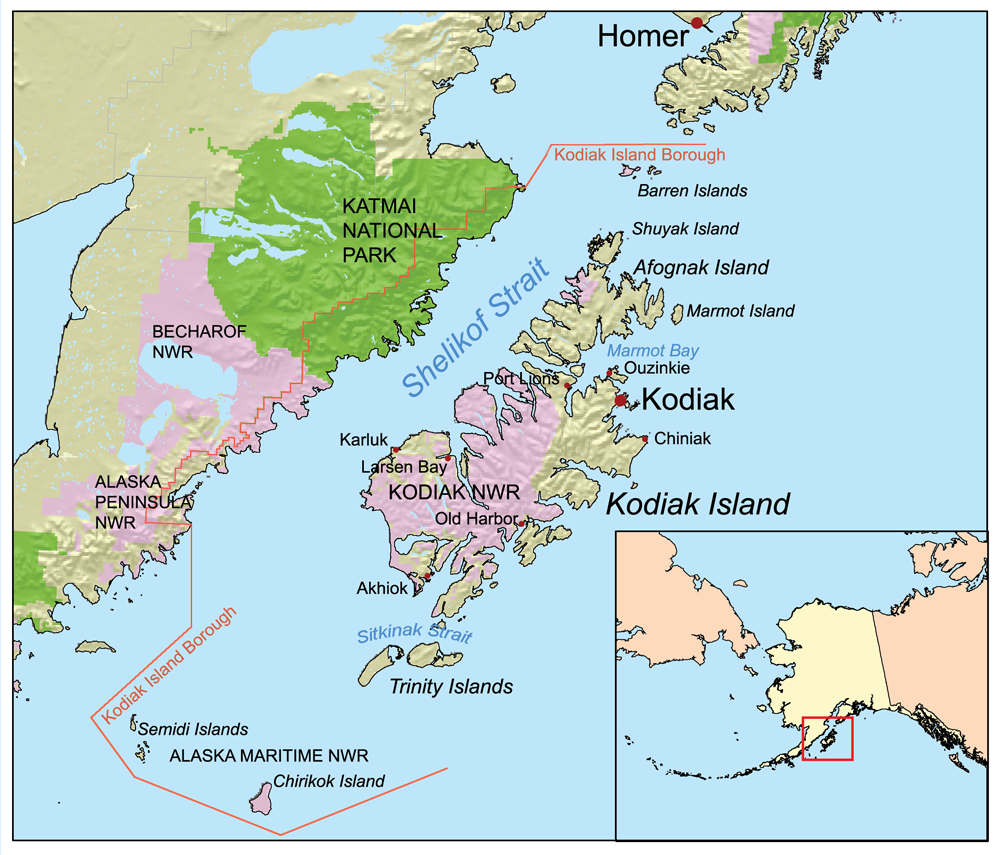
La regione dell'isola Kodiak, in Alaska.

Lo stretto di Šelichov è uno stretto situato sulla costa sudoccidentale dello Stato americano dell'Alaska, tra la porzione continentale dello Stato e le isole Kodiak e Afognak a est.

## Caratteristiche
Lo stretto di Šelichov è lungo 240 km e largo da 40 a 48 km e separa la porzione di terraferma continentale del borough di Kodiak Island nello Stato americano dell'Alaska dall'isola Kodiak.
Alla sua estremità settentrionale si trova la baia di Cook. 
Lo stretto è ben conosciuto per l'estrema escursione del flusso delle maree che può raggiungere i 12 m, data la vicinanza con la baia di Cook. 

## Etimologia
Lo stretto prende il nome dall'esploratore russo Grigorij Ivanovič Šelichov che nel 1784 fondò il primo insediamento permanente russo in Alaska (allora territorio russo) in quella che oggi è chiamata Three Saints Bay nell'isola Kodiak. Da lì iniziò una proficua attività legata al commercio delle pellicce.